# 清峰高校前駅
清峰高校前駅（せいほうこうこうまええき）は、長崎県北松浦郡佐々町中川原免にある松浦鉄道西九州線の駅である。2007年までは上佐々駅（かみさざえき）と称した。

## 歴史
1959年1月20日、国鉄松浦線肥前神田駅 - 佐々駅間に上佐々駅（かみさざえき）として新設開業した。

### 駅名改称
駅に近接する長崎県立清峰高等学校が、2005年 - 2006年にかけて長崎県代表として三季連続甲子園に出場、第78回選抜高等学校野球大会では準優勝を果たした。数年前まで「地方大会1回戦負けが当たり前」だったチームが強豪校を次々と打ち負かした様にマスコミからは「清峰旋風」と評され、地元はこの快進撃に沸いた。その後、町民やファンから「清峰」にちなんだ駅名に出来ないかと言う声が持ち上がり、2006年8月、佐々町長が「清峰高校前駅」に名称変更するよう松浦鉄道に要望書を提出した。これに対し松浦鉄道は前向きな態度を見せ、2007年3月18日に施行されたダイヤ改正にて現在の駅名に改められた。改称から2日後の2007年3月20日には当駅で命名式が挙行され、松浦鉄道社長や佐々町長、清峰高生徒等関係者約50名が出席する中、新たに作製され取付けられた駅名標のお披露目等が行われた。改名から2年後、2009年の第81回選抜高等学校野球大会では、同校野球部は好投手今村猛（後に広島東洋カープへ入団。2021年シーズンをもって現役引退）を擁し、春夏通じて長崎県勢初の全国制覇を成し遂げている。

### 年表
- 1959年（昭和34年）1月20日：国鉄松浦線の上佐々駅（かみさざえき）として新設[3]。
- 1987年（昭和62年）4月1日：国鉄分割民営化に伴い、JR九州松浦線の駅となる[3]。
- 1988年（昭和63年）4月1日：第三セクター松浦鉄道への転換に伴い、同社西九州線の駅となる[3]。
- 2006年（平成18年）8月：佐々町の関町長が「清峰高校前駅」への駅名改称の要望書を松浦鉄道へ提出[1]。
- 2007年（平成19年）3月18日：清峰高校前駅（せいほうこうこうまええき）に改称[2]。

## 駅構造

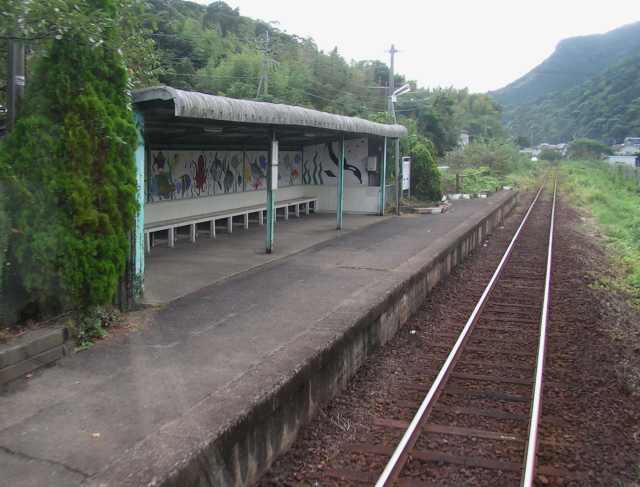
ホーム（2006年8月）

単式ホーム1面1線を有する地上駅である。無人駅で駅舎は無いが、待合室がある。なお、待合室の壁画は清峰高校の生徒が描いたものである。

## 利用状況
1日平均乗降人員は527人である（2017年度）

## 駅周辺
佐々川沿いの谷がやや狭まったところにある。
- 国道204号
- 長崎県立清峰高等学校
- 佐々町立佐々小学校
- 皿山公園[4]

## その他
- 当駅は、テレビ東京の旅番組『田舎に泊まろう!』の無人駅企画のロケ地になったことがある[5]。

## 隣の駅
松浦鉄道
■西九州線
神田駅 - 清峰高校前駅 - 佐々駅